# Mid-Yare National Nature Reserve
Mid-Yare National Nature Reserve är ett naturreservat i Storbritannien.   Det ligger i grevskapet Norfolk och riksdelen England, i den sydöstra delen av landet, 160 km nordost om huvudstaden London.